# Loretta av Sponheim
Loretta av Sponheim, död 1346, var grevinna och regent av Sponheim 1324-1331. 
Hon var regent som förmyndare för sin son Johan III av Sponheim-Starkenburg, som ärvde grevedömet av sin farfar, hennes svärfar. 